# Piet Bambergen
Piet Bambergen, geboren als Pieter van Bambergen (Amsterdam, 3 maart 1931 – Kreta, 15 juni 1996), was een Nederlands komiek en acteur, vooral bekend als 'punchliner' van De Mounties.

## Loopbaan
Bambergen was oorspronkelijk diamantslijper. In zijn vrije tijd speelde hij met Fred Plevier gitaar. Ze kregen succes toen ze met Johnny Jordaan een tournee door Nederland en België maakten. Rudi Carrell raadde hen aan om sketches te gaan spelen. Na hun ontdekking door Rudi Carrell traden zij ook op televisie op. Toen Plevier in 1965 overleed, werd de rol van aangever overgenomen door René van Vooren (pseudoniem van René Sleeswijk). Alhoewel Bambergen en Van Vooren privé geen vrienden waren, vormden zij een uiterst succesvol duo.
Ook acteerde Bambergen in een aantal films en toneelstukken. Zijn laatste rol is die van Alfred P. Doolittle in de Nederlandse versie van My Fair Lady. Na 36 voorstellingen kreeg hij gezondheidsproblemen en moest hij terugtreden.
In de laatste jaren van zijn leven woonde hij in het Noord-Hollandse stadje De Rijp, waar hij havenmeester was. Piet Bambergen overleed op 65-jarige leeftijd aan een hartaanval toen hij op Kreta zijn dochter bezocht.

## Filmografie
- Help! De dokter verzuipt... (1974) - Aannemer Bram van Tienen
- De dwaze lotgevallen van Sherlock Jones (1975) - Sherlock Jones
- Laat de dokter maar schuiven (1980) - Aannemer
- Tax Free Televisieserie - Dirk (1994)

## Toneel
- Drie in de pan (1982), met René van Vooren, Joke Bruijs en Arnie Breeveld
- Dikke vrienden (1983), met Elsa Lioni, Joop Doderer, Brûni Heinke, René van Vooren en Paul van Gorcum
- Lief zijn voor elkaar (1984), met René van Vooren, Monique Smal, Joop Doderer, Brûni Heinke, Jaap Stobbe en Maya Woolfe
- Huwelijk in de steigers (1985), met Rudi Falkenhagen, Carry Tefsen, Loeki Knol, Guus Verstraete sr. en Erik de Vries
- Er is er een jarig (1986), met René van Vooren, Diana Dobbelman, Sylvia de Leur en Guikje Roethof
- Goeie Buren (1987), met Rudi Falkenhagen, John Leddy, Diana Dobbelman, Paul van Soest, Tanneke Hartzuiker en Jacques Fortuné
- Privé voor twee (1988), met Rudi Falkenhagen, Monique Smal, Marlies van Alcmaer, Margreet Heemskerk, Huub Scholten en Suze Broks
- Geluk bij een ongeluk (1990), met Monique Smal, Johnny Kraaijkamp jr., Jaap Stobbe, Fred Velle, Ingeborg Ansing en Margreet Heemskerk
- Een hoofdstuk apart (1990), met Rudi Falkenhagen, Monique Smal, Suze Broks en Inge Ipenburg
- Pappie hier ben ik (1991), met Rudi Falkenhagen, Brûni Heinke, Margreet Heemskerk, Monique Smal, Fred Velle, Jaap Stobbe, Yvonne Valkenburg, Stan Limburg, Frank Schaafsma en Frans Kokshoorn
- Joost mag het weten (1992), met Rudi Falkenhagen, Margreet Heemskerk, Fred Velle en Karin Meerman